# ノエル・アランブレット
ノエル・アランブレット（Noel Arambulet、1974年5月18日 - ）は、ベネズエラ・ファルコン出身の男性プロボクサー。元WBA世界ミニマム級王者。

## 来歴
1996年11月18日、エルリン・ロメロに4RTKO勝ちし、デビューを飾る。
1998年10月3日、WBAラテンアメリカライトフライ級王座決定戦でウィリアム・デソーサを判定で下し初タイトルを獲得。
1999年4月10日、12戦無敗（1分け1無効試合）で迎えたホセ・ガルシア・ベルナルとのWBAラテンアメリカミニマム級王座決定戦で判定の末、初の敗北を喫する。
同年10月9日、ジョマ・ガンボアとのWBA世界ミニマム級暫定王座決定戦で判定勝ちを収め、初の世界タイトルを獲得。
暫定王座を1度防衛した後、正規王者となるが、ガンボアとの王座統一戦に挑むものの体重オーバーにより王座を剥奪され、試合も判定負けを喫する。
2002年5月18日、ファン・ランダエタを判定の末倒し、WBAラテンアメリカミニマム級王座獲得とともにWBA世界ミニマム級王座への挑戦権も得る。
7月29日、星野敬太郎が持つWBA世界ミニマム級王座に挑戦し判定で世界王座に返り咲く。
12月20日には星野の再挑戦を返り討ちにする。
2003年7月12日、新井田豊の挑戦を退け2度目の防衛を達成する。
しかし、2004年7月3日に新井田の再挑戦を受けるも、またしても体重オーバーにより王座を剥奪され、試合も敗れてしまう。
その後、2階級上のフライ級に転級し、11月8日にブライム・アスロウムとのWBA世界同級王座挑戦者決定戦に挑むが敗退。
2005年11月26日、亀田興毅と対戦し7RTKOで、プロ初のKO負けを喫する。
2006年5月20日、ロベルト・バスケスが持つWBA世界ライトフライ級王座に挑戦するも失敗に終わる。
9月2日、後のWBC世界ライトフライ級王者エドガル・ソーサとノンタイトルで戦うも10R負傷判定負け。
2008年11月28日、WBAラテンアメリカフライ級タイトルマッチで王者ルイス・コンセプシオンと対戦し、1RKO負けを喫した。これを最後に引退。

## 獲得タイトル
- WBA世界ミニマム級王座